# Антонин Пије
Тит Аурелије Фулвије Бојоније Арије Антонин Пије (лат. Titus Aelius Fulvius Boionius Arrius Antoninus Pius; рођен 19. септембра 86. године, умро 7. марта 161. године) био је римски цар од 138. до 161. године. Био је четврти цар у низу тзв. Пет добрих царева. Као цару, његово званично име је гласило: Тит Елије Хадријан Антонин Август Пије.
Рођен у сенаторској породици, Антонин је обављао различите функције током владавине цара Хадријана. Оженио се Хадријановом нећакињом Фаустином, а Хадријан га је усвојио за свог сина и наследника непосредно пре смрти. Антонин је стекао презиме Пије након свог ступања на престо, било зато што је принудио Сенат да обоготвори његовог усвојитеља, или зато што је спасао сенаторе које је Хадријан осудио на смрт у својим каснијим годинама. Његова владавина је значајна по мирном стању Царства, без већих побуна или војних упада у то време. Успешна војна кампања у јужној Шкотској на почетку његове владавине резултирала је изградњом Антониновог зида.
Антонин је био ефикасан администратор, остављајући својим наследницима велики вишак у ризници, проширујући слободан приступ пијаћој води широм царства, подстичући законски конформитет и олакшавајући давање права ослобођеним робовима. Умро је од болести 161. године, а наследили су га усвојени синови Марко Аурелије и Луције Вер као коцареви.

## Младост

### Детињство и породица
Антонин Пије је рођен као Тит Аврелије Фулвус Бојоније Антонин у близини Ланувијума (данашњи Ланувио) у Италији од оца Тита Аврелија Фулва, конзула 86. године, и његове супруге Арије Фадиље Нимес). Аврелије Фулви су били Аврелијанска породица настањена у Немаузу (савремени Ним). Тит Аврелије Фулвус је био син истоименог сенатора, који је, као легат Легије  III Галике, подржао Веспазијана у његовој кандидатури за царску функцију и био награђен додатним конзулатом, плус обичним под Домицијаном 85. године. Аврелије Фулви су стога били релативно нова сенаторска породица из Нарбонске Галије чији су успон у проминенцију подржали Флавијевци. Веза између Антонинове породице и њихове матичне провинције објашњава све већи значај положаја проконзула Нарбонске Галије током касног другог века.
Антонинов отац није имао друге деце и умро је убрзо после свог 89. редовног конзулата. Антонина је одгајао његов деда по мајци Гнеј Арије Антонин, кога су савременици сматрали човеком од интегритета и културе, и пријатељем Плинија Млађег. Ари Антонини су били старија сенаторска породица из Италије, веома утицајна током Нервине владавине. Арија Фадиља, Антонинова мајка, удала се касније за Публија Јулија Лупа, допунског конзула 98. године; из тог брака су произашле две ћерке Арија Лупула и Јулија Фадиља.

### Брак и деца
Негде између 110. и 115. године, Антонин се оженио Анијом Галеријом Фаустином Старијом. Верује се да су уживали у срећном браку. Фаустина је била ћерка конзула Марка Анија Вера (II) и Рупилије Фаустине (полу-сестра царице Вибије Сабине). Фаустина је била лепа жена, и упркос гласинама о њеном карактеру, јасно је да је Антонину било дубоко стало до ње.
Фаустина је Антонину родила четворо деце, два сина и две ћерке. Они су били:
- Марко Аурелије Фулвус Антонин (преминуо пре 138); његов надгробни натпис је пронађен у Хадријановом маузолеју у Риму.[21][22]
- Марко Галерије Аурелије Антонин (преминуо пре 138); његов надгробни натпис је пронађен у Хадријановом маузолеју у Риму.[21][23] Његово име се појављује на грчком царском новцу.
- Аурелија Фадиља (умро 135); удала се за Луција Плауција Ламија Силвана, конзула 145; а њен надгробни натпис је пронађен у Италији.[24]
- Анија Галерија Фаустина Минор или Фаустина Млађа (између 125. и 130–175), будућа римска царица, удала се за свог рођака по мајци Марка Аурелија 146. године.[11]

Када је Фаустина умрла 141. године, Антонин је био веома потресен. У част њеног сећања, затражио је од Сената да је обоготвори као богињу, и одобрио је изградњу храма на Римском форуму у њено име, са свештеницама који су служили у њеном храму. Он је наложио да се израде разне кованице са њеним портретом у њену част. На овим новчићима писало је „DIVA FAUSTINA” и били су детаљно украшени. Поред тога је основао добротворну организацију, назвавши је Puellae Faustinianae или Фаустинене девојке, која је помагала сиромашним девојкама из добрих породица. Коначно, Антонин је створио alimenta, римски социјални програм, као део Cura Annonae.
Цар се никада није поново оженио. Уместо тога, живео је са Галеријом Лизистрат, једном од Фаустининих ослобођених жена. Конкубинат је био облик женског дружења који су понекад бирали моћни мушкарци у старом Риму, посебно удовци попут Веспазијана и Марка Аурелија. Њихова заједница није могла да произведе ниједно легитимно потомство које би могло да угрози било које наследнике, као што су Антонинови. Такође, како није могло да се истовремено буде у браку и живи са званичном конкубином (или две конкубине), Антонин је избегавао да буде притиснут на брак са племкињом из друге породице. (Касније, Марко Аурелије ће такође одбацити наметање своје бивше веренице Цијоније Фабије, сестре Луција Веруса, на основу тога што је заштитио своју децу од маћехе, и уместо тога узео конкубину.)

## Успон до власти
Антонин Пије био је син Тита Аурелија Фулвија, конзула из 89. године, чија је фамилија потицала из Нима, града на југу Галије, а био је рођен близу италског места Ланувијума. Његов деда Тит Аурелије Фулво био је два пута конзул и префект Града. Аурелије Фулвије су били релативно нова сенаторска фамилија из Нарбонске Галије чији успон на проминентну позицију су подржавали Флавијевци. Веза између Антонинове породице и провинције из које су потицали објашњава растућу важност позиције проконзула Нарбонске Галије током касног другог века. После смрти оца Аурелија Фулва (који је био конзул 89. године), о будућем цару се старао деда са мајчине стране, Арије Антонин, два пута конзул, човек великог поштења и образовања, пријатељ Плинија Млађег.
Каријеру је започео као квестор, а касније је добио претуру. Антонин Пије је добио свој први конзулат 120. године; тада му је колега био Катилије Север. Након тог конзулата, запазио га је цар Хадријан, који му је доделио, заједно са још тројицом конзулара, судску управу над читавом Италијом.
Но, право искуство је стекао као проконзул у провинцији Азији где је служио као проконзул 135-136. године. Показао се као добар намесник, који је по вредности надмашио чак и свог деду. Тако је дошао у нарочиту милост цара Хадријана који га је усвојио, одредио га за свог наследника 25. фебруара 138. године. На положај Хадријановог наследника Антонин Пије је дошао тек после смрти Елија Вера и под условом да Антонин Пије сам усвоји Марка Анија Вера, који је постао цар, Марко Аурелије и сина Елија Вера, Луција Вера будућег савладара цара Марка Аурелија. Чим је Антонин Пије био усвојен добио је проконзуларни империјум и трибунску власт, чиме је јасно стављено до знања да Хадријан у њему види свог наследника. Након смрти Хадријана у лето исте године, Антонин Пије је постао његов наследник.
Антонин Пије био је готово идеални господин, кога су хвалили не само антички писци (види нарочито Scriptores Historiae Augustae), него и каснији, модерни историчари (Едвард Гибон, на пример).

## Антонин Пије као цар
Своју власт Антонин Пије је започео тиме што је амнестирао све оне које је Хадријан осудио, говорећи да би то сам Хадријан урадио само да је поживео.
Хадријан је од свог наследника очекивао да утврди власт у Царству, а не да води даљу експанзију и да шири границе, као што је то Трајан чинио. Најкасније до 142. године, Антонин Пије је тако утврдио границу у Британији, око 160 km северније од зида који је изградио Хадријан. И у Горњој Германији Антонин Пије је утврдио границу, померајући је на исток.
Током своје владавине Антонин Пије је сузбио устанке у Дакији и Мавретанији. Крајем владавине Антонина Пија дошло је до потешкоћа са Партима, па је његов наследник, Марко Аурелије, морао водити рат.

## Унутрашња политика
У унутрашњим приликама, Антонин Пије је водио врло пријатељску политику према Сенату. Бринуо се о провинцијама, о пошти у царству, појединим градовима, нарочито после великог земљотреса који је задесио Малу Азију и Родос. Остао је запамћен по нарочито амбициозним радовима у Италији и Риму: обновио је Колосеум, изградио је Хадријанов маузолеј и низ храмова у свом родном Ланувијуму.
Антонин је управљао царством ослањајући се на гувернере провинција али и путем директне комуникације царским писмима, од којих су неколицина јавно објављивана. За разлику од Хадријана, Антонин је само једном напустио Италију.
Како је царево здравље почело да слаби, Марко је постепено преузимао државне дужности. Антонин је умро 7. марта 161. у 74. години. Његова владавина најдужа је после Августове, само неколико месеци дужа од Тиберијеве. Антонинови наследници, Марко Аурелије и Луције Вер одмах су деификовали свог претходника.